# USA:s Grand Prix 2022
USA:s Grand Prix 2022, officiellt Formula 1 Aramco United States Grand Prix 2022, var ett Formel 1-lopp som kördes den 23 oktober 2022 på Circuit of the Americas i Austin i Texas i USA. Loppet var det nittonde loppet ingående i Formel 1-säsongen 2022 och kördes över 56 varv.

## Bakgrund

### Ställning i mästerskapet före loppet
| Pos. | Förare           | Poäng |
| ---- | ---------------- | ----- |
| 1 ▬  | Max Verstappen   | 366   |
| 2 ▬  | Sergio Pérez     | 253   |
| 3 ▬  | Charles Leclerc  | 252   |
| 4 ▬  | George Russell   | 207   |
| 5 ▬  | Carlos Sainz Jr. | 202   |

| Pos. | Konstruktör      | Poäng |
| ---- | ---------------- | ----- |
| 1 ▬  | Red Bull         | 619   |
| 2 ▬  | Ferrari          | 454   |
| 3 ▬  | Mercedes         | 387   |
| 4 ▬  | Alpine-Renault   | 143   |
| 5 ▬  | McLaren-Mercedes | 130   |

- Notering: Endast de fem bästa placeringarna i vardera mästerskap finns med på listorna.

### Däckval
Däckleverantören Pirelli tog med sig däckblandningarna C2, C3 och C4 (betecknade hårda, medium respektive mjuka) för stallen att använda under tävlingshelgen.

### Träning
Under träning 1 körde Antonio Giovinazzi istället för Kevin Magnussen, Robert Shwartzman istället för Charles Leclerc, Alex Palou istället för Daniel Ricciardo, Logan Sargeant istället för Nicholas Latifi och Théo Pourchaire istället för Valtteri Bottas. Detta för att reglerna säger att två rookies ska köra träning 1 under formel 1-säsongen. Dock så räknas inte Antonio Giovinazzi som en rookie eftersom han kört fler än två formel 1-lopp tidigare i hans karriär. Träning 2 kördes under en timme och trettio minuter på grund av att Pirelli gjorde däcktester på kommande års torrdäck. Pirelli hade även däcktester under Japans Grand Prix men de gick inte att utföra på grund av regn.

## Kvalet
Carlos Sainz Jr. för Ferrari tog pole position följt av stallkamraten Charles Leclerc följt av Max Verstappen för Red Bull på tredje plats.
| Pos.                    | Nr. | Förare           | Konstruktör           | Kvaltider | Kvaltider | Kvaltider | Start- grid |
| Pos.                    | Nr. | Förare           | Konstruktör           | Q1        | Q2        | Q3        | Start- grid |
| ----------------------- | --- | ---------------- | --------------------- | --------- | --------- | --------- | ----------- |
| 1                       | 55  | Carlos Sainz Jr. | Ferrari               | 1:30.402  | 1:35.590  | 1:34.356  | 1           |
| 2                       | 16  | Charles Leclerc  | Ferrari               | 1:35.795  | 1:35.246  | 1:34.421  | 12          |
| 3                       | 1   | Max Verstappen   | Red Bull              | 1:35.864  | 1:35.294  | 1:34.448  | 2           |
| 4                       | 11  | Sergio Pérez     | Red Bull              | 1:36.163  | 1:35.864  | 1:34.645  | 9           |
| 5                       | 44  | Lewis Hamilton   | Mercedes              | 1:36.148  | 1:35.732  | 1:34.947  | 3           |
| 6                       | 63  | George Russell   | Mercedes              | 1:36.195  | 1:35.692  | 1:34.988  | 4           |
| 7                       | 18  | Lance Stroll     | Aston Martin-Mercedes | 1:36.860  | 1:36.032  | 1:35.598  | 5           |
| 8                       | 4   | Lando Norris     | McLaren-Mercedes      | 1:36.465  | 1:36.341  | 1:35.690  | 6           |
| 9                       | 14  | Fernando Alonso  | Alpine-Renault        | 1:36.446  | 1:35.988  | 1:35.876  | 14          |
| 10                      | 77  | Valtteri Bottas  | Alfa Romeo-Ferrari    | 1:36.746  | 1:36.321  | 1:36.319  | 7           |
| 11                      | 23  | Alexander Albon  | Williams-Mercedes     | 1:36.932  | 1:36.368  | N/A       | 8           |
| 12                      | 5   | Sebastian Vettel | Aston Martin-Mercedes | 1:36.695  | 1:36.398  | N/A       | 10          |
| 13                      | 10  | Pierre Gasly     | AlphaTauri-RBPT       | 1:36.577  | 1:36.740  | N/A       | 11          |
| 14                      | 24  | Zhou Guanyu      | Alfa Romeo-Ferrari    | 1:36.656  | 1:36.970  | N/A       | 18          |
| 15                      | 22  | Yuki Tsunoda     | AlphaTauri-RBPT       | 1:36.808  | 1:37.147  | N/A       | 19          |
| 16                      | 20  | Kevin Magnussen  | Haas-Ferrari          | 1:36.949  | N/A       | N/A       | 13          |
| 17                      | 3   | Daniel Ricciardo | McLaren-Mercedes      | 1:37.046  | N/A       | N/A       | 15          |
| 18                      | 31  | Esteban Ocon     | Alpine-Renault        | 1:37.068  | N/A       | N/A       | PL          |
| 19                      | 47  | Mick Schumacher  | Haas-Ferrari          | 1:37.111  | N/A       | N/A       | 16          |
| 20                      | 6   | Nicholas Latifi  | Williams-Mercedes     | 1:37.244  | N/A       | N/A       | 17          |
| 107 %-gränsen: 1:41.968 |     |                  |                       |           |           |           |             |
| Källor                  |     |                  |                       |           |           |           |             |

Noter
1. ↑  Charles Leclerc kvalade på 2:a plats, men fick börja på 12:e plats eftersom han använt mer än tillåtna antalet kraftenhetselement.
2. 1 2 3  Sergio Pérez, Zhou Guanyu och Fernando Alonso flyttades ned 5 platser för att de använt mer än det tillåtna antalet kraftenhetselement. Zhou tjänade en placering på grund av Yuki Tsunodas bestraffning.[7]
3. ↑  Yuki Tsunoda kvalade på 15:e plats, men fick börja på 19:e plats på grund av att han bytte växellådans drivlina.[7][8]
4. ↑  Esteban Ocon kvalade på 17:e plats, men fick börja från depån eftersom han bytt delar efter att han rullade ut ur depån under kvalet.[7][8]

## Loppet
Max Verstappen vann loppet med Lewis Hamilton på andra plats. På tredje plats kom Charles Leclerc.
| Pos.                                                           | No. | Förare           | Konstruktör                  | Varv | Tid/Bröt        | Grid | Poäng |
| -------------------------------------------------------------- | --- | ---------------- | ---------------------------- | ---- | --------------- | ---- | ----- |
| 1                                                              | 1   | Max Verstappen   | Red Bull-RBPT                | 56   | 1:42:11.687     | 2    | 25    |
| 2                                                              | 44  | Lewis Hamilton   | Mercedes                     | 56   | +5.023          | 3    | 18    |
| 3                                                              | 16  | Charles Leclerc  | Ferrari                      | 56   | +7.501          | 12   | 16    |
| 4                                                              | 11  | Sergio Pérez     | Red Bull                     | 56   | +8.293          | 9    | 12    |
| 5                                                              | 63  | George Russell   | Mercedes                     | 56   | +44.815         | 4    | 11    |
| 6                                                              | 4   | Lando Norris     | McLaren-Mercedes             | 56   | +53.785         | 6    | 8     |
| 7                                                              | 14  | Fernando Alonso  | Alpine-Renault               | 56   | +55.078         | 14   | 6     |
| 8                                                              | 5   | Sebastian Vettel | Aston Martin Aramco-Mercedes | 56   | +65.354         | 10   | 4     |
| 9                                                              | 20  | Kevin Magnussen  | Haas-Ferrari                 | 56   | +65.834         | 13   | 2     |
| 10                                                             | 22  | Yuki Tsunoda     | AlphaTauri-RBPT              | 56   | +70.919         | 19   | 1     |
| 11                                                             | 31  | Esteban Ocon     | Alpine-Renault               | 56   | +72.875         | PL   |       |
| 12                                                             | 24  | Zhou Guanyu      | Alfa Romeo-Ferrari           | 56   | +76.164         | 18   |       |
| 13                                                             | 23  | Alexander Albon  | Williams-Mercedes            | 56   | +80.057         | 8    |       |
| 14                                                             | 10  | Pierre Gasly     | AlphaTauri-RBPT              | 56   | +81.763         | 11   |       |
| 15                                                             | 47  | Mick Schumacher  | Haas-Ferrari                 | 56   | +84.490         | 16   |       |
| 16                                                             | 3   | DanIel Ricciardo | McLaren-Mercedes             | 56   | +90.487         | 15   |       |
| 17                                                             | 6   | Nicholas Latifi  | Williams-Mercedes            | 56   | +103.588        | 17   |       |
| DNF                                                            | 18  | Lance Stroll     | Aston Martin Aramco-Mercedes | 21   | Kollision       | 5    |       |
| DNF                                                            | 77  | Valtteri Bottas  | Alfa Romeo-Ferrari           | 16   | Snurrade        | 7    |       |
| DNF                                                            | 55  | Carlos Sainz Jr. | Ferrari                      | 1    | Kollisionskador | 1    |       |
| Snabbaste varv: George Russell (Mercedes) - 1:38.788 (varv 56) |     |                  |                              |      |                 |      |       |
| Källa:                                                         |     |                  |                              |      |                 |      |       |

Noter
1. ↑  En poäng för snabbaste varv.[1][7]
2. ↑  Alexander Albon gick i mål på 13:e plats men han fick en fem-sekundersbestraffning för att ha lämnat banan och tjänat tid. Detta ändrade dock inte hans slutresultat.[1][7]
3. ↑  Pierre Gasly gick i mål på 11:e plats men fick tio-sekunders bestraffning för att ha misslyckats att avtjäna en tidigare bestraffning.[1][7]
4. ↑  Mick Schumacher gick i mål på 15:e plats men han fick en fem-sekundersbestraffning för att ha överskridit track limits. Hans slutresultat ändrades ej.[1][7]
5. ↑  Nicholas Latifi fick en fem-sekundersbestraffning för att ha skapat en kollision med Mick Schumacher. Hans slutresultat ändrades ej.[1][7]